# Warburton, Western Australia
Warburton är en ort i Australien. Den ligger i regionen Ngaanyatjarraku och delstaten Western Australia, omkring 1 200 kilometer nordost om delstatshuvudstaden Perth. Antalet invånare är 571.
Trakten runt Warburton är nära nog obefolkad, med mindre än två invånare per kvadratkilometer.. 
Omgivningarna runt Warburton är i huvudsak ett öppet busklandskap. Genomsnittlig årsnederbörd är 293 millimeter. Den regnigaste månaden är januari, med i genomsnitt 59 mm nederbörd, och den torraste är augusti, med 1 mm nederbörd.